# Марушак, Иржи
Иржи Марушак (чеш. Jiří Marušák; 29 ноября 1975, Злин, Чехословакия) — чешский хоккеист, защитник. Чемпион чешской Экстралиги 2014 года, чемпион Финляндии 2003 года.

## Карьера
Иржи Марушак является воспитанником клуба «Злин», в котором он провёл 15 сезонов. В Чехии помимо родного клуба играл еще за 4 команды.
В 2003 году он впервые перебрался за границу, сразу же выиграв золотую медаль чемпиона Финляндии в составе «Таппары», при этом Марушак стал лучшим снайпером и бомбардиром плей-офф среди защитников. Таким ярким выступлением он обратил на себя внимание многих российских клубов.
Выступал в российской Суперлиге и КХЛ за новокузнецкий «Металлург», СКА Санкт-Петербург, московский ЦСКА и ХК МВД. На матче звёзд российской Суперлиги 2003 года Иржи Марушак установил уникальное достижение, став победителем конкурса по силе броска, показав результат 244 км/ч.
В 2010 году вернулся в Чехию, подписав контракт с «Младой Болеслав». В 2013 году вернулся в «Злин» и в первом же сезоне помог родной команде стать чемпионом Экстралиги во второй раз в своей истории. Завершил карьеру в 2017 году, в последнем сезоне был капитаном «Злина».

## Достижения

### Командные
Чемпион Финляндии 2003
 Чемпион Чехии 2014
 Серебряный призёр чемпионата Чехии 1999
 Бронзовый призёр чемпионата Чехии 2002 и 2012

### Личные
- Лучший снайпер—защитник чешской Экстралиги 2012 (8 шайб)

- Лучший снайпер и бомбардир—защитник плей-офф чемпионата Финляндии 2003 (6 очков, 3 шайбы)

## Статистика
- Чешская экстралига — 845 игр, 298 очков (88+210)
- Чешская первая лига — 22 игры, 2 очка (2+0)
- Чемпионат Чехословакии — 3 игры
- Российская суперлига — 180 игр, 51 очков (13+38)
- КХЛ — 86 игр, 24 очка (5+19)
- Чемпионат Швеции — 68 игр, 27 очков (10+17)
- Чемпионат Финляндии — 27 игр, 7 очков (3+4)
- Сборная Чехии — 31 игра, 6 очков (4+2)
- Еврокубки — 15 игр, 2 очка (1+1)
- Всего за карьеру — 1277 игр, 417 очков (126 шайб + 291 передача)